# 巴倫蘇埃拉 (巴拉圭)
巴倫蘇埃拉（西班牙語：Valenzuela），是巴拉圭的城鎮，位於該國中部，由科迪勒拉省負責管轄，距離亞松森107公里，始建於1813年7月24日，面積173平方公里，2002年人口5,581，人口密度每平方公里32人。